# Пам'ятник Симону Петлюрі (Вінниця)
Па́м'ятник Си́мону Петлю́рі у Вінниці — пам'ятник українському державному та військовому діячу часів Української революції 1917—1921 рр., Голові Директорії УНР, отаману війська та флоту УНР Симону Петлюрі, відкритий 14 жовтня 2017 року. Вінниця з 5 лютого по 6 березня 1919 та з травня по 9 червня 1920 була столицею УНР 
Автори пам'ятника — скульптори Володимир, Роман та Андрій Оврахи.

## Опис
Пам'ятник Симону Петлюрі у Вінниці — це перший саме пам'ятник, а не погруддя Симону Петлюрі (до цього моменту - єдиним пам'ятником був рівненський). Його створення профінансував відомий вінницький бізнесмен та власник спортивного клубу «НокАут» Сергій Капуста.
Симон Петлюра сидить на лавці, а в нього в руках мапа України. На ній виділено дві позначки — Вінниця, як тимчасова столиця УНР і Київ — столиця Української Народної Республіки, захоплена більшовиками. Формат пам'ятника створений за відомою фотографією, зробленою у 1919 році у Кам'янці-Подільському.

## Розташування
Пам'ятник знаходиться на подвір'ї памʼятки архітектури місцевого значення, садиби Боруха Львовича на вул. С. Петлюри, 15. Тут у лютому-березні 1919 року, під час перебування Вінниці у статусі тимчасової столиці УНР містилося Міністерство пошт і телеграфів, а пізніше, у травні — червні 1920 року перебувала Військово-похідна Канцелярія Головного Отамана. До квітня 2018 року в будівлі містилося обласне радіо «Вінтера» та  радіо «Хвиля».

## Перспективи
Планується, що в подальшому пам'ятник стане частиною історичного комплексу — Музею Тимчасової Столиці України. На даний момент, виселено з будівлі весь колектив радіо «ВІНТЕРА».

## Реакція єврейських кіл та путінська пропаганда
19 жовтня 2017 року під час виступу на дискусійному клубі «Валдай» російський президент Володимир Путін засудив відкриття пам'ятника, заявивши, що Симон Петлюра — «людина нацистських поглядів, антисеміт, який винищував євреїв під час війни». При цьому він стверджував, що «це не український народ робить, це все робиться з подачі відповідних правлячих структур». Путін обурився відсутністю засудження відкриття пам'ятника міжнародною спільнотою, крім Світового єврейського конгресу. Обурені нотки звучали також у повідомленнях представників місцевої єврейської громади та посла Ізраїлю в Україні.